# Zhimen Guangzuo
Zhimen Guangzuo (chiń. 智門光祚; kor. 지문광조 Chimun Kwangjo; jap. Chimon Kōuso; wiet. Trí Môn Quang Tộ, zm. 1031) – chiński mistrz chan ze szkoły yunmen.

## Życiorys
Pochodził z prowincji Zhejiang. Udał się w podróż do Yizhou (w pobliżu współczesnego miasta Chengdu), gdzie został uczniem mistrza chan Xianglina Chengyuana. Po otrzymaniu potwierdzenia oświecenia udał się do Shuangchuan w Suizhou. Następnie przeniósł się do klasztoru Zhimen.
Mnich spytał mistrza chan Zhimena: „Czym jest Budda?”
Zhimen powiedział: „Gdy słomiane sandały są znoszone, kontynuuj na bosaka.”
Mnich zapytał: „Co to za sprawa, która jest poza Buddą?”
Zhimen powiedział: „Czubek tego kija podpiera słońce i księżyc”.
Mnich spytał: „Co to jest czysta dharmakaya?”
Zhimen powiedział: „Całe oko jest kurzem”.
Mnich spytał: „Czym to jest, zanim to stare lustro zostanie oczyszczone.”
Zhimen powiedział: „To tylko kawałek miedzi.”
Mnich następnie spytał: „A co z nim po oczyszczeniu?”
Zhimen powiedział: „Możesz sobie wziąć.”
Występuje w gong’anach 21, 91 z Biyan lu.

## Linia przekazu Dharmy zen
Pierwsza liczba oznacza liczbę pokoleń mistrzów od 1 Patriarchy indyjskiego Mahakaśjapy.
Druga liczba oznacza liczbę pokoleń od 28/1 Bodhidharmy, 28 Patriarchy Indii i 1 Patriarchy Chin.
- 39/12. Xuefeng Yicun (822–908)

- 40/13. Xuansha Shibei (835–908)

- 41/14. Luohan Guichen (867–928)

- 42/15. Fayan Wenyi (885–958) szkoła fayan

- 40/13. Yunmen Wenyan (862–949) szkoła yunmen

- 41/14. Xianglin Chengyuan (908–987)

- 42/15. Zhimen Guangzuo (zm. 1031)

- 43/16. Jiufeng Qin (bd)
- 43/16. Xuedou Chongxian (980–1052) napisał komentarze wierszem do „Biyan lu”

- 44/17. Chengtian Chuanzong (bd)
- 44/17. Tianyi Yihuai (993–1064)

- 45/18. Fayun Faxiu (1027–1090)
- 45/18. Yuanfeng Qingman (bd)
- 45/18. Yuantong Fashen (bd)
- 45/18. Changlu Yingfu (bd)

- 46/19. Changlu Zongze (bd) autor „Zuochan yi”

- 47/20.

- 48/21.

- 49/22. Lei’an Zhengshou (1146–1208)